# Качан Сергій Миколайович
Сергі́й Микола́йович Кача́н — полковник, начальник відділу Управління Служби безпеки України в Миколаївській області. Герой України.

## Життєпис
14 жовтня 2022 року Президент України Володимир Зеленський вручив Сергію Качану нагородні атрибути звання Герой України. Було повідомлено, що полковник Сергій Качан організував оборону Управління Служби безпеки України в Миколаївській області та якісну взаємодію з військовими формуваннями, які перебували у Миколаєві, і ця співпраця дала змогу керувати засобами артилерійських розрахунків, збивати наступи противника та здійснювати ураження ворожої техніки та особового складу. За безпосередньої участі Сергія Качана було проведено 26 оперативно-бойових заходів із розвідки та знищення сил і засобів противника.

## Нагороди
- Звання Герой України з врученням ордена «Золота Зірка» (2022)[1]
- Орден Богдана Хмельницького III ст. (25 березня 2015) — за вагомий особистий внесок у зміцнення національної безпеки, високий професіоналізм, зразкове виконання службового обов'язку та з нагоди Дня Служби безпеки України[2]